# Gefängnisseelsorge
Die Gefängnisseelsorge ist ein  Begegnungs- und Begleitungsangebot für gefangene Menschen, welches von der Kirche und anderen religiösen Institutionen angeboten wird.
Gefängnisseelsorge wird seit der Antike betrieben; sie gilt biblisch als Werk der Barmherzigkeit (vgl. Mt 25,31-46 ). Der systematische Ausbau der Gefängnisseelsorge erfolgte Ende des 16. und im 17. Jahrhundert, als die moderne Freiheitsstrafe als Rechtspflegemittel aufkam, mittlerweile ist es in den meisten Ländern längst auf verschiedene religiöse Angebote ausgeweitet, hat also den engen christlichen Horizont überschritten.

## Inhalt nach christlichem Verständnis
Heute umfasst die Gefängnisseelsorge die Feier von Gottesdiensten und die Sakramentenspendung ebenso wie das Angebot von Gesprächen und Zellenbesuchen, Hilfen bei Weiterbildungsmaßnahmen, Aufrechterhaltung der Kontakte mit Verwandten sowie Vermittlung von anderen Hilfsangeboten.
Als Leitbild der Gefängnisseelsorge gilt das Bibelzitat Ich war im Gefängnis und ihr seid zu mir gekommen (Mt 25,36 ). Nach christlichem Menschenbild verliert kein Mensch seine von Gott geschenkte Würde.

## Rechtliche Situation
Nach den Europäischen Strafvollzugsgrundsätzen des Europarats ist die Gedanken-, Gewissens- und Religionsfreiheit der Gefangenen zu respektieren. Das Vollzugssystem soll den Gefangenen ermöglichen, ihre Religion auszuüben und Gottesdienste zu besuchen, etwa in einer Gefängniskapelle.
Die Strafvollzugsgesetze der Mitgliedstaaten enthalten entsprechende Vorschriften. Insbesondere in Deutschland, Österreich und der Schweiz finden sich gesetzliche Grundlagen für die subjektiv-öffentlichen Rechte der Gefangenen auf religiöse (seelsorgerliche) Begleitung.

### Deutschland
In Deutschland stellt die heutige Rechtsgrundlage ist Art. 140 GG in Verbindung mit Art. 141 WRV. Es handelt sich um eine gemeinsame Aufgabe von Staat und Religionsgemeinschaften, eine sogenannte res mixta.
Der Gefangene hat das Recht, am Gottesdienst und an anderen religiösen Veranstaltungen seines Bekenntnisses teilzunehmen (§ 54 Abs. 1 StVollZG).
Gefängnisseelsorger werden nach den Regelungen der Strafvollzugsgesetze der jeweiligen Bundesländer im Hauptamt bestellt oder vertraglich verpflichtet. Dazu werden sie je nach Bundesland nach einer Probezeit als Beamte auf Lebenszeit oder im Angestelltenverhältnis in den Staatsdienst übernommen oder als Mitarbeiter im Dienst ihrer Kirchen auf der Basis vertraglicher Vereinbarungen mit den Ländern beschäftigt. Eine Auflösung des Arbeitsvertrags auf eigene Veranlassung oder auf Wunsch des zuständigen Bischofs (Versetzung) ist möglich. In dieser Form der Seelsorge arbeiten Geistliche und Laien.
Sie gehen als Vertreter der Kirchen in die JVA. Die Seelsorger genießen durch ihre Schweigepflicht und das Zeugnisverweigerungsrecht ein hohes Vertrauen. Durch ihre Unabhängigkeit sind sie ergänzend zu den Beiräten bei den JVA ein Teil der institutionalisierten Öffentlichkeit im Strafvollzug.

### Österreich
In Österreich ist die Seelsorge in Justizanstalten durch § 85 StVG geregelt. Jeder Strafgefangene hat das Recht, in der Anstalt am gemeinschaftlichen Gottesdienst und an anderen gemeinsamen religiösen Veranstaltungen teilzunehmen und Heilsmittel sowie den Zuspruch eines an der Anstalt bestellten oder zugelassenen Seelsorgers zu empfangen.

### Schweiz
In der Schweiz gilt gemäß BV Art. 15 Glaubens- und Gewissensfreiheit und im Speziellen eine jeweils kantonal verfasste Justizvollzugsverordnung, z. B. jene des Kantons Zürich (JVV) im § 113 zum Bereich „Betreuung und Seelsorge“. Den verurteilten Personen stehen für ihre persönlichen, wirtschaftlichen, sozialen und seelsorgerischen Anliegen das Betreuungs- oder Erziehungsfachpersonal und die zugelassenen Anstaltsseelsorgerinnen und -seelsorger zur Verfügung.

## Islamische Gefängnisseelsorge

### Deutschland
In den meisten Bundesländern gibt es nur christliche Gefängnisseelsorger, die hauptamtlich und mit Seelsorgegeheimnis arbeiten; die muslimische Seelsorge beschränkt sich dann auf Besuche und Freizeitgruppen durch Ehrenamtliche.
- Niedersachsen: Seit Dezember 2012 können Muslimische Strafgefangene in Niedersachsen überall im Land von islamischen Seelsorgern betreut werden.[4]
- Berlin: Nachdem die Stadt Berlin selbst 2011 eine entsprechende Anfrage an die muslimischen Vereine herangetragen hatte, wurde hierfür eigens ein Arbeitskreis gebildet, aus dem später der Verein Arbeitsgemeinschaft Muslimische Gefängnisseelsorge e. V. hervorging. Am 23. August 2013 teilte der Berliner Justizsenator den Vertretern der Arbeitsgemeinschaft mit, dass die „gute Zusammenarbeit“ beendet sei. Als Begründung wurde angeführt, dass „zentrale Personen“ des Vereins durch die Senatsverwaltung für Inneres und Sport unter Sicherheitsgesichtspunkten als problematisch eingeschätzt würden. Namen wurden dabei nicht genannt.[5]

### Schweiz
- Kanton Bern: In der Berner Strafanstalt Thorberg betreut seit Sommer 2012 ein Imam muslimische Gefangene, nachdem 2011 eine Nationalfonds-Studie für eine Aufwertung der Gefängnisseelsorge plädiert hatte. Die Untersuchung war zum Schluss gekommen, dass die religiösen Bedürfnisse der Gefangenen besser berücksichtigt werden müssten.[6]